# Herceg
A herceg a legmagasabb rangú főnemesi cím. A régi germánoknál a hadsereg élén állók címe volt, a népvándorlás után a letelepedett népek önálló (szuverén) uralkodói lettek, vagy a hercegi titulust uralkodó közvetlen leszármazottjaként örökletes, máskor uralkodói kinevezéssel adományozott nemesi címként (nemesi címek) viselték. Európában ma is hercegség (principauté, fr.) Monaco és Liechtenstein államformája, és ezt a címet viseli a mindenkori angol (Prince of Wales) és spanyol (Principe des Asturias) trónörökös, illetve a női uralkodók (királynők) férje.

## Dux (dukátus)

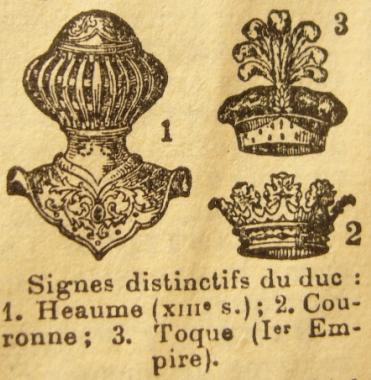
A hercegi rang jelölése a francia heraldikában

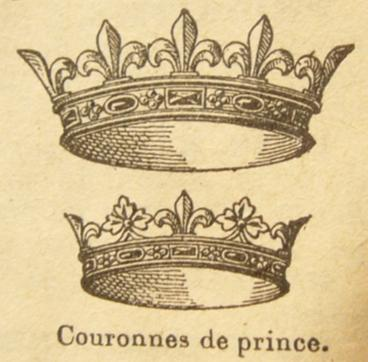
Hercegi korona a francia heraldikában

Latin „vezér, uralkodó, herceg”. A történelem folyamán gyakran használt cím, rang. Az ókori Rómában általában a katonai vezetők, a korai császárkorban pedig a princepsek (például Augustus) a 3. századtól a tribunus és legatus közötti rangfokozat jelölésére használták. Diocletianus (uralkodott 284-305) a Római Birodalom közigazgatási reformja során elválasztotta egymástól a katonai és polgári közigazgatást. A dux a határprovinciákban állomásozó csapatok katonai főparancsnoka lett. A Bizánci Birodalomban feltehetőleg 600 óta egy-egy dukátus már civil ügyekben is illetékes vezetője. Az utolsó dukátusok a keresztes háborúk idején tűntek el. Kitüntető címként is adományozták a császárhoz közel álló személyeknek.
A nyugati gótok királyságuk közigazgatását római provinciákhoz igazították, a dukátusok ezek katonai és polgári vezetői voltak. A longobárdoknál kezdetben hadvezér jelentésű, itáliai királyságukban pedig a dukátusok vezetői. A Merovingok idején több grófság fölé állított királyi hivatalnok, aki főként katonai ügyekben volt illetékes. A Karolingok alatt az őrgrófok címe. Franciaországban már a 10. század óta a duc olyan úr megjelölése, aki bizonyos királyi jogokat is gyakorolhatott. A Német-római Birodalomban a 12. századra alakult ki a birodalmi hercegek köre. Angliában duke-nak hívják, kezdetben az uralkodó család tagjait jelölték vele, királyi herceg jelentésben máshol is előfordul. Általában a nemesség felső rétegét alkották.

## A dukátus a középkori Magyarországon
A  dukátus (’hercegség’) az Árpád-ház ifjabb tagjainak, elsősorban a trón örököseinek juttatott országrész és a vele járó hatalom neve a történeti szakirodalomban (pl. Imre herceg). Előzménye valószínűleg a fejedelmi hatalom megosztásában keresendő a dinasztia tagjai között a 10. században, például Koppány somogyi dukátusa. A tulajdonképpeni dukátust I. András hozta létre öccse, Béla részére 1048-ban, átengedve neki kormányzásra az ország keleti és északi harmadát keleten a Tiszáig, északon a Dunáig, Bihar és Nyitra központtal. A herceg (dux) a saját országrészében királyi jogokat gyakorolt, pénzt is veretett, de önálló külpolitikát nem folytathatott. Salamon idején unokatestvérei, Géza és László, I. László idején talán öccse, Lampert, Kálmán idején testvére, Álmos birtokolták a dukátust, mígnem Álmos ismételt lázadásai miatt a király megszüntette a hatalom megosztásának ezt a módját (1107). Ezután a királyi ház hercegei egyes melléktartományokat (Szlavónia, Erdély stb.) kaptak kormányzásra a dukátusihoz hasonló jogkörrel. Az utolsó személy, aki ebben a kiváltságban részesült I. Lajos öccse, István, Horvátország hercege volt, az ő kiskorú fiának halála, 1360 után az intézmény nem éledt újjá.

## Hercegek Magyarországon a 19. századig
Magyarországon a hercegi (latinul: dux) címet az uralkodócsalád tagjai viselték.
A 15. század végén két magyarországi főúr – Korvin János és Újlaki Lőrinc – is hercegi címet viselt. Ám ez sem jelentette a hercegi cím megjelenését a főnemesség körében, mivel mindketten királyi hercegként viselték a címüket. Korvin mint Hunyadi Mátyás magyar király fia, Újlaki pedig, mint Újlaki Miklós bosnyák király fia.
A Habsburgok magyar trónra kerülésük után néhány magyar családnak hercegi címet (németül Fürst) adományoztak, ám ezt mint német-római császárok tették, magyar hercegi cím továbbra sem létezett. Az első nem királyi hercegi címet I. Miksa német-római császár 1517. szeptember 27-én adományozta Perényi Imre (nádor) nádor számára. 1566-ban II. Miksa német-római császár hercegi címet adományozott az Erdődy család-ból származó Péter részére, aki hasonlóan a Perényi család tagjaihoz, hercegi címét soha nem használta. A következő birodalmi hercegi rangemelés a Rákóczi-család részére történt az 1645-ös linzi békekötés után, még ebben a században, 1687. december 17.-én nyerte el az Esterházy család a birodalmi hercegi címet, a Habsburg-család magyarországi örökletes uralmának elfogadtatása érdekében játszó kiemelkedő szerepéért. A későbbi századok során hercegi címet nyert az Apafi család a Batthyány család a Pálffy és a Grassalkovich család is. 1815.11.15-én a Koháry család osztrák birodalmi hercegi címet kapott I. Ferenc magyar király-tól.

## Magyar hercegi családok 1886 után
Magyar hercegi cím bevezetésére csak az 1886. évi VIII. törvénycikkel került sor, amely a főrendiház tagjait sorolta fel. Többnyire honosított külföldi hercegek viseltek magyar hercegi címet.
- Auersperg
- Batthyány-Strattmann
- Czartoryski
- Esterházy
- Festetics
- Khevenhüller-Metsch
- Kinsky
- Koháry
- Lamberg
- Liechtenstein
- Lobkowitz
- Metternich
- Odescalchi
- Pálffy
- Schwarzenberg
- Szász–Coburg–Gotha
- Thurn-Taxis
- Trauttmansdorff
- Windisch-Grätz

1911-ben Festetics Tasziló is hercegi címet kapott, amelyhez a főméltóságú megszólítás társult. A magyar hercegi címet és használatát – valamennyi egyéb nemesi ranggal és címmel együtt, beleértve a külföldieket is – az 1947. évi IV. törvénycikk megszüntette.
A Magyar Királyság főméltóságú hercegi családjai:
- galánthai herceg Esterházy (1687.12.17.)
- szerémi herceg Odescalchi (1689.08.29.)
- csábrági és szitnyai herceg Koháry (1815.11.15.)
- németújvári herceg Batthyány-Strattmann (1764,1915)
- erdődi herceg Pálffy (1807.11.01.)
- nagylónyai és vásárosnaményi herceg (1917-ig gróf) Lónyay
- tolnai herceg Festetics (1911)

## Hercegprímás
Magyarországon az első hercegprímás Keresztély Ágost szász herceg volt, miután megválasztották esztergomi érseknek (1707–1725). Az ő kérésére kötött III. Károly király (uralk. 1711–1740) hercegi címet a prímási ranghoz. A hercegprímási cím használata 1947-től kezdve törvénytelen volt a többi nemesi rangokhoz hasonlóan, de egyházjogi tekintetben csak 1951-ben szűnt meg, amikor XII. Piusz pápa rendeletben megtiltotta a főpapoknak világi cím viselését.

## Prince és duke: angol hercegi címek
A magyar nyelvben csak egy szó létezik a hercegre, az angolban és franciában kettő-kettő (prince, duke ill. prince, duc), a németben pedig három is (Prinz, Fürst, Herzog).
Az angolban igen jelentős különbség van a két szó használatában.
- A duke az öt angol főrendi rang (baron, viscount, earl, marquis, összefoglaló nevükön peers) legmagasabbja. Megszólításuk „My Lord Duke” vagy „Your Grace” (kb. kegyelmes úr). Az alacsonyabb rangú főrendekkel ellentétben (például Earl Grey = Lord Grey) címük mindig teljes, például Duke of Sutherland. Az első hercegi címet III. Eduárd adományozta legidősebb fiának 1337-ben (Duke of Cornwall, melyet az uralkodók legidősebb fiai, ha egyben trónörökösök, a mai napig viselnek). 1572-től, mikor I. Erzsébet angol királynő kivégeztette Norfolk hercegét, egészen 1623-ig, mikor I. Jakab Buckingham hercegévé emelte egyik kegyencét, a rang időlegesen nem létezett Angliában. Ahol nagyjából hasonló a hercegi cím fejlődése a nyelvben, ott az angol használja a duke megnevezést külföldi hercegek esetében is, például Duke of Normandy, Grand Duke of Luxembourg, ellentétben az earl (gróf) szóval, ahol a külföldi grófok angol elnevezése minden esetben count. A hercegek legidősebb fiai apjuk második legmagasabb címét viselik (courtesy peers), leányaik és ifjabb fiaik pedig nevük előtt a Lady ill. Lord kitételt használhatják. Például Sir Winston Churchill apja Lord Randolph Churchill volt, aki John Spencer-Churchill,  Marlborough 7. hercegének ifjabb fia volt. Főrendi hercegi címet a XIX. század vége, más örökletes főrendi címet pedig 1984 óta csak a királyi család tagjai kaptak. Az egyetlen kivétel Winston Churchill lett volna, akinek az uralkodó először a Duke of Dover, később a Duke of London címet kívánta adományozni, ám ő nem fogadta el.[forrás?]
- A prince szót viszont több, különböző jelentésben is használják. (A szócikk ezen része II. Erzsébet uralkodása idején íródott, az akkor viselt címekkel magyarázza használatukat.)

Prince of the United Kingdom, magyarul királyi herceg.
Az angol királyi családban
(1) az uralkodó gyermekei,
(2) az uralkodó fiúgyermekeinek gyermekei és
(3) a walesi herceg legidősebb fiának legidősebb fia
prince illetve princess címet viselnek keresztnevük előtt, megszólításuk pedig Your Royal Highness (HRH), azaz „királyi fenség”.
Ezen túl az uralkodó elvben azt emel erre a rangra, akit akar (pl. Fülöp edinburgh-i herceg, II. Erzsébet férje, lásd lejjebb). Az uralkodó gyermekeit, ha nincs főrendi címük, csak keresztnevükön, de határozott névelővel nevezik meg, pl. The Prince Andrew (II. Erzsébet fia, mielőtt yorki herceg lett), The Princess Anne (II. Erzsébet leánya). A többi királyi herceg a keresztneve után apjának főrendi címéből vesz nevet, határozott névelő nélkül, pl. Prince Harry of Wales (Károly walesi herceg kisebbik fia, a házassága előtt), Princess Beatrice of York (az előbb említett András yorki herceg leánya). Ha Károly trónra lép, kisebbik fia onnantól The Prince Harry lett volna, ha időközben nem emelték volna Sussex hercegének rangjára. A jelenlegi kenti herceg és öccse, a királynő unokatestvérei, mindketten V. György unokái (fiának fiai), így címük HRH Prince George, Duke of Kent és HRH Prince Michael of Kent, azaz utóbbi – bár királyi herceg (prince) – bátyjával ellentétben nem visel főrendi rangot (duke), nevében az "of Kent" származását mutatja, nem rangját.
Prince of Wales
Külön eset a Prince of Wales, azaz a walesi herceg címe. Ez valójában az egyetlen, a duke-nál is magasabb főrendi cím. Tulajdonképpen fejedelem, korábban Wales uralkodóit nevezték így. A Duke of Cornwall címmel ellentétben, melyet csak az uralkodó legidősebb élő fia automatikusan visel akkor, ha egyben trónörökös is, a walesi herceg címét elvben bárkinek adományozhatja az uralkodó (pl. unokájának: II. György a későbbi III. Györgynek), általában azonban csak az aktuális egyenes ági férfi trónörökös kapja (az Earl of Chester címmel együtt). Az első walesi herceggé I. Eduárd tette legidősebb fiát, a későbbi II. Eduárd 1301-ben.
Külföldi szuverén uralkodó hercegek
A külföldi szuverén uralkodó hercegek elnevezése az angolban szintén prince: Prince of Monaco, Prince of Lichtenstein.
Az angol uralkodót nem kötik törvények a címek adományozásában. Egyes esetekben külön királyi rendelettel (letters patent) adományoznak hercegi címet is. 1857-ben Viktória brit királynő férje, Albert részére egyedi, azóta sem használt címet adományozott: Prince Consort (kb. "hercegi hitves"), főrendi címet viszont nem kapott. II. Erzsébet férjét még apja, VI. György nevezte ki Edinburgh hercegévé a "királyi fenség" cím használatával együtt a házasságkötésük (1947. november 20.) előtti napon (HRH The Duke of Edinburgh), azonban csak 1957-ben kapta meg az Egyesült Királyság hercege (Prince of the United Kingdom) címet is.
Házasságkötéskor a feleségek férjük rangját is megkapják, míg a férjek nem kapják meg feleségük (korábbi, esetleg magasabb) címét. Így lett Lady Diana Spencer az esküvője napjától hivatalosan HRH The Princess of Wales, Duchess of Cornwall, Duchess of Rothesay, Countess of Chester stb. Bár Károly herceg második felesége, Camilla Parker-Bowles hivatalosan szintén HRH The Princess of Wales stb. lett, de Diana emlékére való tekintettel, saját döntése alapján férje második legmagasabb címét használja: HRH The Duchess of Cornwall. Ezekben a címekben keresztnév elvben nem szerepel, de ezt általában sem a sajtó, sem a köznyelv nem tartja be: Princess Diana. Az elvált feleségek megnevezése (újabb férjhezmenetelükig) keresztnév + a férj címe, pl. Sarah, Duchess of York. A királynő néhai húgának, Margit hercegnőnek férjét házasságkötésük után nem sokkal Erzsébet Snowdon grófjává (Earl of Snowdon) emelte, így a hercegnő címe HRH The Princess Margaret, Countess of Snowdon lett. A feleségek férjük halála után is megtartják címüket, esetenként a dowager (özvegy) szóval bővítve.
A prince elnevezést használják még átvitt és gyakorlatilag minden egyéb esetben, például Prince Charming (kb. a királyfi fehér lovon), prince of merchants (kb. kalmárfejedelem).

## Dózse, doge
Latin dux ’herceg’ szóból. A legmagasabb rangú élethossziglan választott állami tisztségviselő a Velencei, Pisai és a Genovai Köztársaságban. A velenceiek 679-ben választottak először dózsét, s ettől kezdve 1797-ig a tisztség viselője lett Velence ura. Teljes egyeduralomra soha sem tehetett szert, mert megválasztói által leváltható volt; a tisztséget nem lehetett örökíteni (az erre irányuló minden próbálkozás meghiúsult), sőt 1229-től a dózsék fiai semmiféle hivatalt sem viselhettek.
Eredetileg katonai, bírói és pénzügyi feladata volt, de a 13. század elején az állami bevételek kezelését kivették a kezéből. 1192-től hivatalba lépése előtt az ún. dózse-eskü letételére kötelezték. Felügyeletére felállítottak (1229) egy öttagú testületet (correctores), létrehozták a Nagytanácsot (1272), majd a Tízek Tanácsát (1310). Kezdetben a szabad polgárok gyülekezete, majd a Nagytanács választotta meg.
Genova élére 1339-ben került először dózse. 1363-ban szabályozták a választást, és a dózsék hatáskörét jelentősen csökkentették: a melléjük rendelt tanács nélkül (Consiglio degli Anziani) semmilyen jelentős döntést sem hozhattak. 1528-tól csak 2 évre választották. A tisztséget mindkét köztársaságban Napóleon szüntette meg (1797).

## Duce
Olasz „vezér”, a latin dux „vezér, fejedelem, herceg” szóból. Benito Mussolini fasiszta diktátor címe. A fasiszta párton belüli vezérkultusz megnyilvánulásaként először párthívei nevezték így, majd hatalomra kerülése (1922) után a szó használatát a széles néprétegek körében is kötelezővé tették.

## Prinz, Fürst, Herzog: német hercegi címek
A németben a herceg szónak három nyelvi alapformája  (Fürst, Herzog, Prinz) létezik. Az elnevezések tartalma a német nyelvterület állami-hatalmi struktúrájának gyakori változása során kortól függően változott. A magyar „herceg” a gróf  és a főherceg (a királyi család tagja) közötti arisztokrata cím volt. A német Fürst és Herzog a magyar (de más, így az olasz vagy francia) nyelvben nem megkülönböztetett nemesi rang.
A Herzog eredetileg a germánoknál a szabad nemesek által választott katonai vezető, hadúr volt. Az uralkodó elismerése által válhatott a tartósan megszállt, meghódított területen a fejedelem (Fürst) cím viselőjévé a király képviselőjeként. A központi hatalom meggyengülése után ők, később szűkebb csoportjuk a választófejedelmek (Kurfürst) választották a német-római királyt, majd császárt. A német-római birodalom megszűnése (1806) után néhány herceg szuverén uralkodóvá, fejedelemmé (Fürst) vált, birtokolt területe a hercegség (Fürstentum).
A Prinz nem nemesi cím, hanem az uralkodó közvetlen családtagjainak rangja. Német sajátosság, hogy a hercegek (Fürst) leszármazottjait is megillető hierarchikus rang volt. A nem uralkodó hercegek utódai közül azonban csak az elsőszülött vitte tovább a hercegi (Prinz) címet, a többit csak grófi cím illette meg. Császári vagy királyi elsőszülött a trónörökös Kronprinz, szuverén hercegi utódnál Erbprinz megkülönböztetéssel. Szuverén (uralkodó) hercegek közvetlen családtagjai is viselték a megkülönböztető hercegi címet (Prinz, női megfelelője a Prinzessin), az uralkodói joggal nem bíró hercegek (Fürst) esetén azonban csak az elsőszülött. A Prinzessin címet használhatják az uralkodói ház tagjainak feleségei is. Osztrák sajátosság a császári család tagjainak főhercegi (Erzherzog) címe.
Az egységes Németország megteremtése után (1871) a császár a birodalomnak tett kiemelkedő szolgálatokért hercegi címet adományozhatott tényleges terület, hercegség feletti hatalom és dinasztikus, öröklési jog nélkül. Ők a Fürst, vagy a hierarchikusan fölötte álló Herzog címet viselhették. A címet gyakran jelképes területet jelző előnévvel kapták, mint Bismarck, akit I. Vilmos Lauenburg hercegének  (Herzog von Lauenburg)  nevezett ki. Ez megfelel a nem örökletes lord cím adományozási rendjének. Újkori szokás ez abból a megfontolásból, hogy a kiválóság nem örökletes, birtokot pedig nem kap a kitüntetett.
A nemesi rangok hivatalos eltörlése (Németország 1918, Ausztria 1919) után a hercegi (és más nemesi) rangok hivatalosan megszűntek, a birtokjelző előnevek a polgári jog szerinti családnevekké váltak. A hétköznapi életben azonban a családi tradíciók miatt sokan ma is használják. Figyelemre méltó a német terület kiemelkedő családjának, a Habsburgoknak a magatartása, akik számos történelmi titulusuk ellenére kizárólag polgári nevüket használják, mely szokást a hosszú ideig családfő által használt Habsburg Ottó név is jelez. Napjainkban 54 német hercegi (Fürst) családot tartanak számon, közülük 4 volt 1918 előtt uralkodó hercegi.